# Tony's Chocolonely

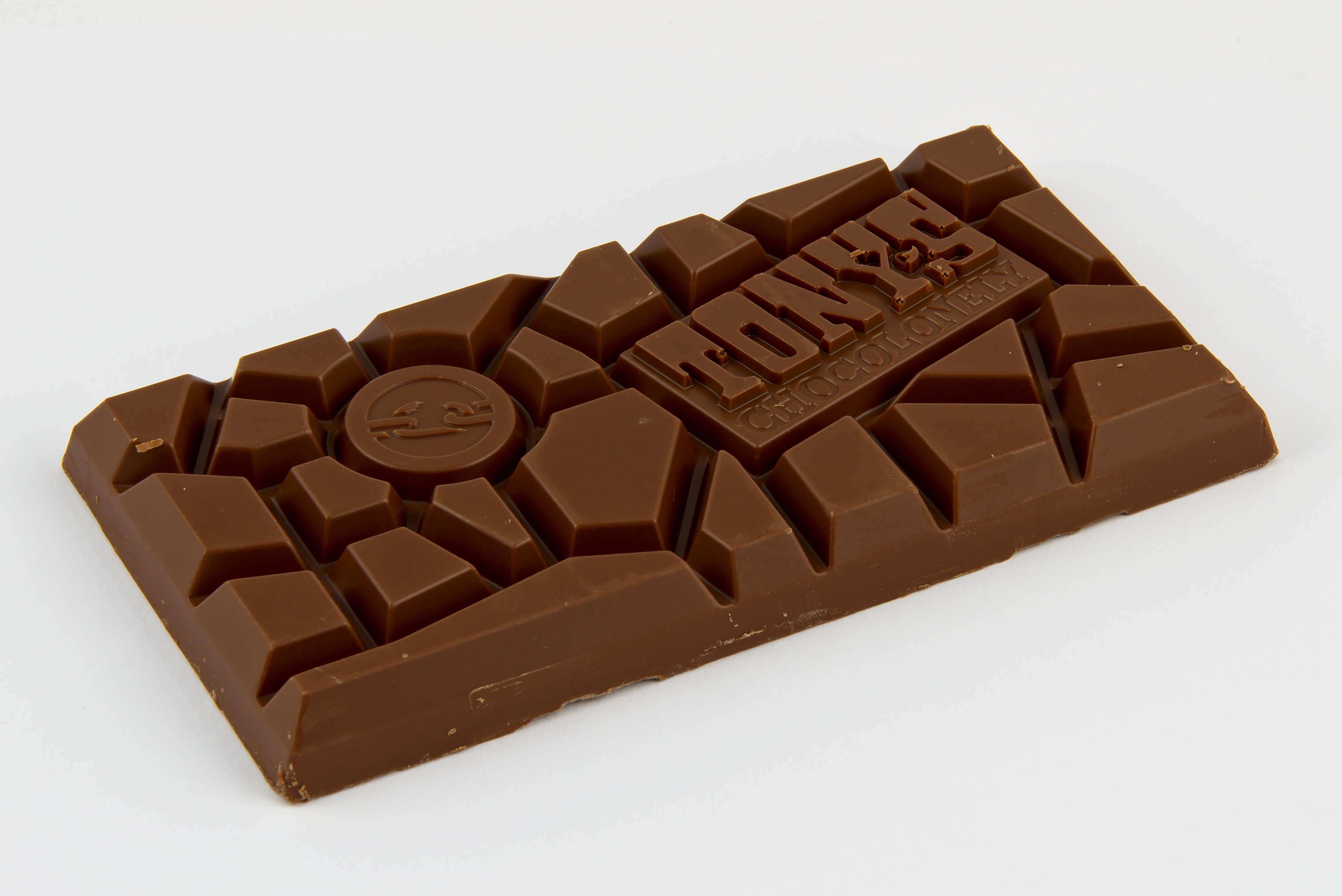
Chokladkakorna utmärks av att chokladbitarna är olika stora för att påminna om den ojämlika fördelningen av resurser i världen.

Tony's Chocolonely är ett nederländskt livsmedelsföretag som tillverkar och säljer chokladkakor. Företaget grundades 2005 av producenten och journalisten Teun "Tony" van de Keuken. I slutet av 2018 var Tony's Chocolonely marknadsandel nästan 19 procent i Nederländerna vilket gör det till en av landets största chokladtillverkare.

## Bakgrund
Efter att år 2002 ha upptäckt att nästan alla chokladtillverkare hade kopplingar till slavarbete började TV-producenten och journalisten Teun van de Keuken tillsammans med två kollegor göra granskande reportage om kakaoindustrin för TV-programmet Keuringsdienst van Waarde. När han år 2005 upplevde att han inte lyckats påverka industrin beslutade han sig för att starta sin egen chokladtillverkning som skulle tillverkas etiskt och fairtrade-certifierad. Chokladen marknadsförs som "slavfri choklad".